# Віктор Еммануїл (принц Неаполітанський)
Віктор Еммануїл Савойський (повне ім'я: Віктор Еммануїл Альберто Карло Теодоро Умберто Боніфацій Амадео Дам'яно Бернардин Дженаро Марія ді Савоя, італ. Vittorio Emanuele Alberto Carlo Teodoro Umberto Bonifacio Amedeo Damiano Bernardino Gennaro Maria di Savoia; 12 лютого 1937, Неаполь, Італія — 3 лютого 2024, Женева, Швейцарія) — син останнього короля Італії Умберто II, після смерті якого в 1983 році став головою Савойського дому. Був потенційним претендентом на італійський престол під ім'ям Віктор Еммануїл IV.

## Життєпис

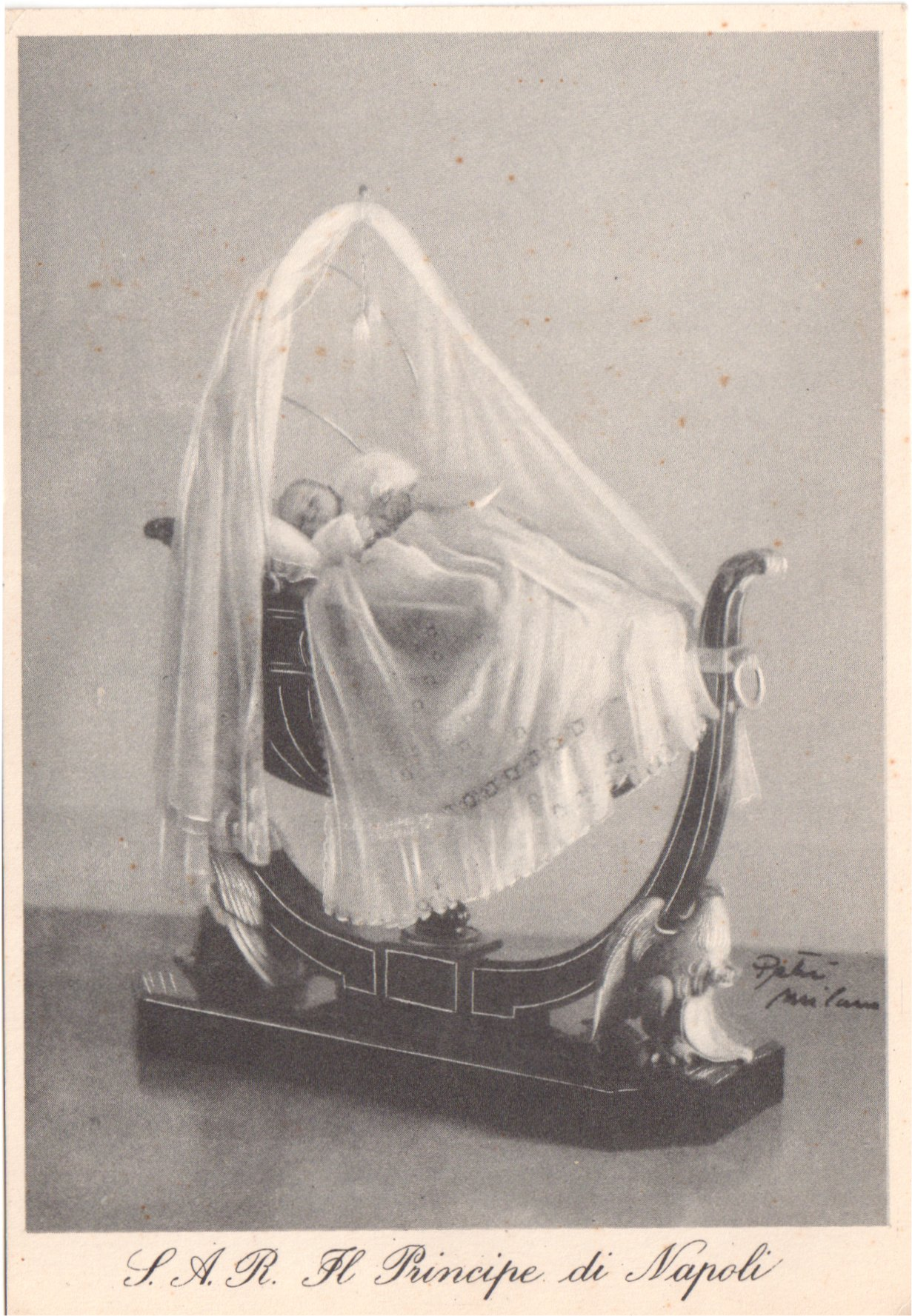
Віктор Еммануїл, принц Неаполітанський, у дитячій колисці, 1937

Народився 12 лютого 1937 року в Неаполі в Італії. Його батько — принц Умберто, що в 1946 році понад місяць був королем Умберто II; мати — Марія Жозе, дочка бельгійського короля Альберта I. Після народження був проголошений принцом Неаполітанським.

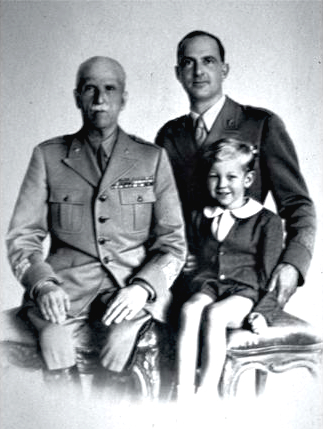
Віктор Еммануїл з дідусем Віктором Еммануїлом III та батьком Умберто II

7 серпня 1943 року за наказом діда, короля Італії Віктора Еммануїла III, разом з матір'ю виїхав до П'ємонту, а пізніше — до Швейцарії, оскільки існувала загроза захоплення Риму Третім Рейхом. Після завершення Другої світової війни повернувся до Італії.
9 травня 1946 року, після зречення Віктора Еммануїла III, королем Італії став батько Віктора Еммануїла-молодшого — Умберто II. Сам принц Неаполітанський був проголошений спадковим принцом Італії. 12 червня 1946 року відбувся референдум, на якому більшість італійців (54,27 %) проголосували за скасування монархії та встановлення республіки. Після цього разом з батьком та рештою сім'ї виїхав до Швейцарії, оскільки Конституція Італії забороняла представникам Савойської династії перебувати на території Італії. Ці обмеження були скасовані 2002 року, коли Віктор Еммануїл вперше з 1946 року відвідав батьківщину.

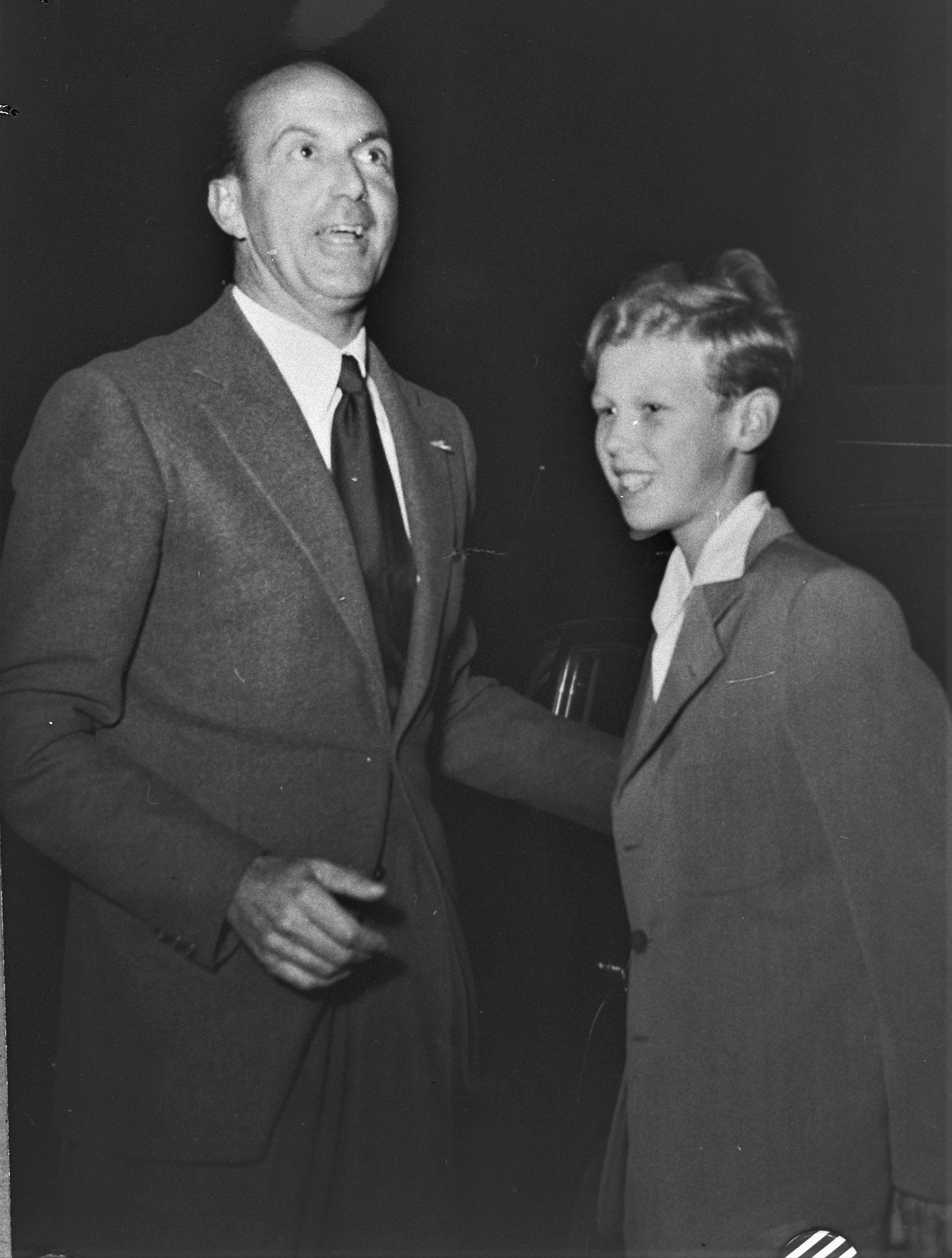
Віктор Еммануїл із батьком Умберто, 1949

15 грудня 1969 року, Віктор Еммануїл в односторонньому порядку оголосив себе королем Італії. При цьому він назвав згоду батька, який тоді ще жив, на проведення референдуму в 1946 році фактичним зреченням престолу.

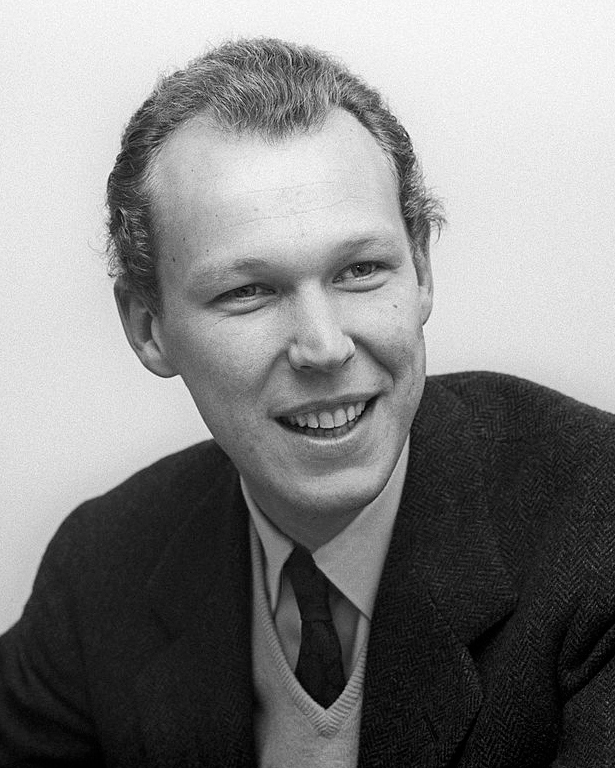
Віктор Еммануїл, 1964

У ніч з 17 на 18 серпня 1978 року на острові Кавалло на південь від Корсики Віктор Еммануїл заявив, що його яхта була викрадена. Озброївшись гвинтівкою, він намагався застрелити одного з пасажирів яхти, проте поцілив у 19-річного пасажира сусіднього судна Дірка Гамера, сина німецького псевдомедика Ріке Герда Гамера, простреливши йому ногу. Від поранень Дірк помер 7 грудня 1978 року. Віктор Еммануїл був заарештований. Розслідування тривало 13 років. 18 листопада 1991 року паризький суд присяжних визнав Віктора Еммануїла винним тільки у несанкціонованому зберіганні гвинтівки, а вбивство хлопця визнав ненавмисним. Вікторові Еммануїлу присудили 6 місяців позбавлення волі умовно. Під час іншого судового процесу в 2006 році сестра загиблого марно намагалася домогтися засудження Віктора Еммануїла.
У 1983 році колишній король Умберто II помер, тому Віктор Еммануїл став головою Савойського дому та претендентом на італійський престол.
2002 року італійський парламент скасував норму Конституції про заборону членам Савойської династії перебувати на території країни. Тоді Віктор Еммануїл здійснив коротку поїздку до Рима та Ватикану, де зустрівся з папою Іваном Павлом II.
У 2003 році спалахнув скандал через заяву Віктора Еммануїла про те, що антисемітські закони Беніто Муссоліні 1938 року не були занадто суворими. У 2005 році він вибачився за свої слова перед євреями Італії.
16 червня 2006 року був затриманий, оскільки прокуратура міста Потенца розпочала проти нього справу щодо участи в корупційних схемах, підробці документів та вербуванні повій для Casinò di Campione. Був арештований, тримався під вартою, проте за кілька днів був звільнений і посаджений під домашній арешт. 20 липня того ж року був звільнений з-під домашнього арешту, проте йому заборонялося покидати Італію. У 2007 та 2010 роках був визнаний невинним у справах, які порушувалися проти нього. Газета La Repubblica повідомляла, що син Віктора Еммануїла Еммануїл Філіберт відсторонився від батька через цей скандал.
У листопаді 2007 року, разом із сином оголосив Італійській Республіці вимогу виплатити його родині компенсацію в розмірі 260 млн євро за усе конфісковане в 1946 році у Савойського дому майно та провести його реституцію. Уряд Італії запит відхилив та додав, що Італія, навпаки, має право вимагати від Віктора Еммануїла та його родини як нащадків Віктора Еммануїла III та Умберто II компенсацій за шкоду, нанесену в час перебування Італії під фашистським режимом.
2022 року разом зі своїми трьома сестрами, Марією Пією, Марією Габріеллою та Марією Беатріче, подав запит до Банку Італії з вимогою повернути сардинські коронні регалії. Після відмови банку вони подали позов до суду з цією ж вимогою.
Помер 3 лютого 2024 року, о 7:05 ранку, в Женеві (Швейцарія). Похоронна служба відбулася 10 лютого в соборі Турина. На ній були присутні місцеві італійські чиновники та представники європейських монарших родин, серед яких князь Монако Альбер II та колишня королева Іспанії Софія. Після церемонії тіло доставили у Б'єллу для кремації. 1 липня Віктора Еммануїла поховали в базиліці Суперга — королівському склепі в Турині. До цього його останки кілька місяців зберігалися в похоронному бюро, оскільки Управління охорони навколишнього середовища та архітектурної спадщини П'ємонту не надало дозволу на поховання.

## Сім'я

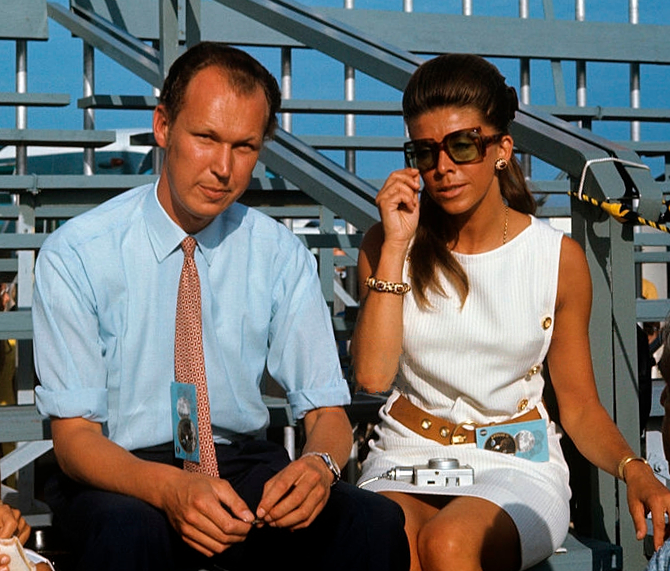
Віктор Еммануїл з дружиною

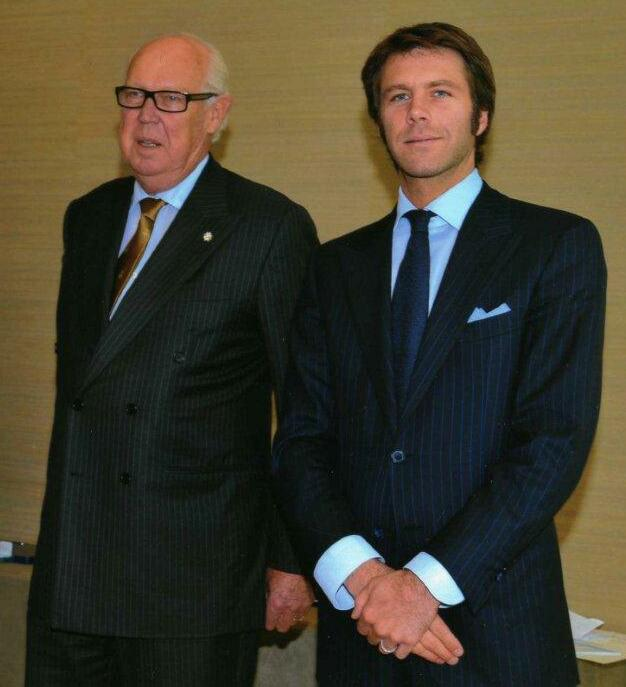
Із сином Еммануелем Філіберто, 2009

У 1971 році одружився з Мариною Рікольфі Доріа, з якою познайомився в яхт-клубі Женеви (Швейцарія). У 1972 році в них народився син Еммануїл Філіберт.

## Нагороди
- Савойський дім:
  - Вищий орден Святого Благовіщення;
  - Орден Святих Маврикія та Лазаря;
  - Орден Корони Італії;
  - Савойський цивільний орден;
  - Савойський військовий орден;
  - Орден «За заслуги перед Савоєю».
- Суверенний військовий Орден Госпітальєрів Святого Івана Єрусалимського, лицарів Родосу і Мальти: лицар Великого хреста юстиції Суверенного військового Мальтійського ордена, особливого класу.
- Неаполітанські Бурбони: Константинівський орден святого Георгія.
- Греція: Орден Спасителя.
- Монако: Орден Святого Карла.
- Королівська сім'я Чорногорії:
  - Орден Петрович-Негош;
  - Орден князя Данила I;
  - Орден Святого Петра Цетинського.
- Іранська імперія: медаль з нагоди святкування 2500-річчя Перської імперії.

## Родовід
|  |                                           |  |  |  |  |  |  |  |  |  |  |  |  |  |  |  |
|  | 8. Умберто I                              |  |  |  |  |  |  |  |  |  |  |  |  |  |  |  |
|  |                                           |  |  |  |  |  |  |  |  |  |  |  |  |  |  |  |
|  |                                           |  |  |  |  |  |  |  |  |  |  |  |  |  |  |  |
|  | 4. Віктор Еммануїл III                    |  |  |  |  |  |  |  |  |  |  |  |  |  |  |  |
|  |                                           |  |  |  |  |  |  |  |  |  |  |  |  |  |  |  |
|  |                                           |  |  |  |  |  |  |  |  |  |  |  |  |  |  |  |
|  | 9. Маргарита Савойська                    |  |  |  |  |  |  |  |  |  |  |  |  |  |  |  |
|  |                                           |  |  |  |  |  |  |  |  |  |  |  |  |  |  |  |
|  |                                           |  |  |  |  |  |  |  |  |  |  |  |  |  |  |  |
|  | 2. Умберто II                             |  |  |  |  |  |  |  |  |  |  |  |  |  |  |  |
|  |                                           |  |  |  |  |  |  |  |  |  |  |  |  |  |  |  |
|  |                                           |  |  |  |  |  |  |  |  |  |  |  |  |  |  |  |
|  | 10. Нікола I Петрович                     |  |  |  |  |  |  |  |  |  |  |  |  |  |  |  |
|  |                                           |  |  |  |  |  |  |  |  |  |  |  |  |  |  |  |
|  |                                           |  |  |  |  |  |  |  |  |  |  |  |  |  |  |  |
|  | 5. Олена Негош-Петрович                   |  |  |  |  |  |  |  |  |  |  |  |  |  |  |  |
|  |                                           |  |  |  |  |  |  |  |  |  |  |  |  |  |  |  |
|  |                                           |  |  |  |  |  |  |  |  |  |  |  |  |  |  |  |
|  | 11. Мілена Вукотіч                        |  |  |  |  |  |  |  |  |  |  |  |  |  |  |  |
|  |                                           |  |  |  |  |  |  |  |  |  |  |  |  |  |  |  |
|  |                                           |  |  |  |  |  |  |  |  |  |  |  |  |  |  |  |
|  | 1. Віктор Еммануїл, принц Неаполітанський |  |  |  |  |  |  |  |  |  |  |  |  |  |  |  |
|  |                                           |  |  |  |  |  |  |  |  |  |  |  |  |  |  |  |
|  |                                           |  |  |  |  |  |  |  |  |  |  |  |  |  |  |  |
|  | 12. Філіпп Бельгійський                   |  |  |  |  |  |  |  |  |  |  |  |  |  |  |  |
|  |                                           |  |  |  |  |  |  |  |  |  |  |  |  |  |  |  |
|  |                                           |  |  |  |  |  |  |  |  |  |  |  |  |  |  |  |
|  | 6. Альберт І                              |  |  |  |  |  |  |  |  |  |  |  |  |  |  |  |
|  |                                           |  |  |  |  |  |  |  |  |  |  |  |  |  |  |  |
|  |                                           |  |  |  |  |  |  |  |  |  |  |  |  |  |  |  |
|  | 13. Марія Гогенцоллерн-Зігмарінген        |  |  |  |  |  |  |  |  |  |  |  |  |  |  |  |
|  |                                           |  |  |  |  |  |  |  |  |  |  |  |  |  |  |  |
|  |                                           |  |  |  |  |  |  |  |  |  |  |  |  |  |  |  |
|  | 3. Марія Жозе Бельгійська                 |  |  |  |  |  |  |  |  |  |  |  |  |  |  |  |
|  |                                           |  |  |  |  |  |  |  |  |  |  |  |  |  |  |  |
|  |                                           |  |  |  |  |  |  |  |  |  |  |  |  |  |  |  |
|  | 14. Карл Теодор Баварський                |  |  |  |  |  |  |  |  |  |  |  |  |  |  |  |
|  |                                           |  |  |  |  |  |  |  |  |  |  |  |  |  |  |  |
|  |                                           |  |  |  |  |  |  |  |  |  |  |  |  |  |  |  |
|  | 7. Єлизавета Баварська                    |  |  |  |  |  |  |  |  |  |  |  |  |  |  |  |
|  |                                           |  |  |  |  |  |  |  |  |  |  |  |  |  |  |  |
|  |                                           |  |  |  |  |  |  |  |  |  |  |  |  |  |  |  |
|  | 15. Марія Жозе Португальська              |  |  |  |  |  |  |  |  |  |  |  |  |  |  |  |
|  |                                           |  |  |  |  |  |  |  |  |  |  |  |  |  |  |  |
|  |                                           |  |  |  |  |  |  |  |  |  |  |  |  |  |  |  |